# MAN HUMAN
「MAN HUMAN」（マン・ヒューマン）は、2018年1月30日にリリースされた電気グルーヴのシングル。

## 概要
- 永井豪『デビルマン』の新作アニメ『DEVILMAN crybaby』の主題歌[1]。Disc2には2017年7月26日に各配信サイトで生配信されたスタジオライブの模様が収録されている。
- 歌詞は「MAN HUMAN」のみで、ほぼインストに近い曲である。

## 収録曲
Disc1
1. MAN HUMAN
2. MAN HUMAN(DEVILMAN crybaby Ver.)
3. MAN HUMAN(INSTRUMENTAL)

Disc2
1. 人間大統領
2. 顔変わっちゃってる。
3. プエルトリコのひとりっ子
4. いちご娘はひとりっ子
5. Missing Beatz
6. Shameful
7. Fallin' Down